# خالد زيد الشامي
شاعر وكاتب وأكاديمي يمني، ولد في العام 1964، من أبناء وادي بنا قرية المسقة (السدة) محافظة إب. يُعد أحد أبرز شعراء المشهد الثقافي اليمني خلال فترة التسعينيات وساهم حينها في تأسيس جماعة شعرية حملت اسم "جماعة سبَّان" مع عدد من الشعراء التسعينيين. كتب الشعر في سن مبكرة متأثرًا بقراءات شعرية قديمة وحديثة، مثل المتنبي وابن الفارض والجواهري والبردوني والسياب، وعاصر الكثير من شعراء اليمن الكبار.

## نشأته وحياته
ولد وتلقَّى تعليمه الأوَّلي في مدينة الحديدة، ونشأ تكوينه الأدبي والفكري ما بين القرية في وادي بنا وبين صنعاء التي استقر بها ودرس فيها مراحل الثانوية والجامعة والدراسات العليا.
تخرَّج من كلية الشريعة والقانون في جامعة صنعاء، وعمل بالمحاماة لعدة سنوات ثم التحق بكلية الآداب والعلوم الإنسانية لمواصلة الدراسات العليا في قسم علم الاجتماع.
منذ بداية الثمانينيات نشط في المشهد الثقافي وكتب في العديد من الصحف المحلية وشارك في كثير من المهرجانات والمنتديات الثقافية في اليمن والخارج، واهتم بكتابة الشعر الفصيح والقصيدة الحديثة إلى جانب الشعر الحُمَيني اليمني، ووقف على خشبة المسرح المدرسي ومثَّل عددًا من المسرحيات في الفترة 1982-1984.
عمل بجامعة صنعاء وتنقل في عدة وظائف إدارية آخرها الأمين العام المساعد لجامعة صنعاء، ورئيس الوحدة التنفيذية للرؤية الوطنية لجامعة صنعاء، وذلك بعد توليه عددًا من المهام في كليات مثل الآداب والعلوم.
عضو في العديد من منظمات المجتمع المدني، وعضو نقابة المحامين اليمنيين، وعضو اتحاد الأدباء والكتاب اليمنيين، وعضو الاتحاد العام للأدباء والكتاب العرب.
حصل على أكثر من 30 جائزة وشهادة تقديرية، منها وسام اليوبيل الفضي للثورة عن العرض الشبابي في العيد الـ25 للثورة اليمنية، ودرع من وزارة الثقافة اليمنية في العام 2006، وغيرها من الشهادات المقدمة من عدة مؤسسات مثل جامعة صنعاء ومؤسسة البابطين للإبداع الشعري ومؤسسة الإبداع اليمنية وبيت الشعر اليمني والاتحاد العربي للثقافة والإبداع.

## الدراسات العليا
حصل في العام 2021 على درجة الدكتوراه من كلية الآداب بجامعة صنعاء عن دراسة سوسيولوجية حول «حقوق الطفل اليمني بين مسؤولية الأسرة ودور منظمات المجتمع المدني»، بعد حصوله على درجة الماجستير حول «مكونات وعي الأسرة اليمنية بحقوق الطفل».

## مؤلفاته
صدر له عدد من الدواوين الشعرية هي:
1. وهج الفجر: ديوان مشترك بين عدد من شعراء التسعينيات - صدر عام 1991.
2. مسافات:[4] صدر عام 2001.
3. من ذاكرة الصمت:[4] صدر عام 2002.
4. ويبدأ الكلام:[5] صدر عام 2004.
5. أقمار لسماء واحدة:[4] صدر عام 2006.
6. ثلاثية الماء والرمال:[6] صدر عام 2009.

وله ثلاثة دواوين غير مطبوعة، منها ديوان شعر للأطفال.

## من قصائده
| خالد زيد الشامي | إلهي دعوتُكَ في كُلِّ قلبٍ سليمٍ وفي كل عقلٍ يُعمِّرُهُ الحُبُّ في كل عينٍ تَرى قُدرةً تتجلَّى بكل اللغات فتعبُر من حَدَقاتِ العيون دعوتُكَ في كل همسٍ يدُلُّ على ما يُذيبُ الكلامَ دعوتُكَ في كل صوتٍ يناجي به الطيرُ هذي النجومَ دعوتُكَ في كل ما يحمل البحرُ من نَزَقٍ والمحيطاتُ من رهبةٍ لا تموتُ وفي كل ما سطَّرَ الدهرُ من حادثاتِ العصور أنْ طَهِّرِ الشعرَ منّي وطَهِّرْ فؤادي من الوسوسة | خالد زيد الشامي |

| خالد زيد الشامي | سألقي على كل أحبابيَ الطيبينَ السلامَ السلامُ على وطنٍ كلَّما عبثت فيه أشواقُنا يتكاثرُ حبًّا وأسئلةً لا تنامُ السلامُ على النهر والبحر والرمل والجبلِ المتشكِّلِ من يمنٍ لا يبور السلامُ على الحور على شجر السَّرْوِ حين يُظللني كلَّ يومٍ على كل قلبٍ يصرُّ على الحب السلامُ على الشعراء على الفقراء على الخارجين من الصبر والهاربين إلى العشق والقادمين إلى الشوق السلامُ عليكم على صاحبي حين ألقاه والسلام على كل من يُقرئُ الشعراءَ السلام | خالد زيد الشامي |